# Edifici al carrer Bisbal, 11 (Guissona)
Edifici al carrer Bisbal, 11 és una obra de Guissona (Segarra) protegida com a Bé Cultural d'Interès Local.

## Descripció
Edifici de tres plantes arrebossat i pintat de blanc. La planta baixa té dues obertures, una gran que dona accés a un local comercial i la petita que permet l'accés a l'habitatge. Ambdues obertures estan emmarcades per motllures de pedra llisa, així com el sòcol. La planta primera té una porta balconera amb el seu balcó de forja. La planta superior és igual a la primera amb una finestra de proporcions rectangulars a la dreta del balcó de forja. Totes les obertures estan emmarcades per motllures de pedra llisa. L'edifici és coronat per una petita cornisa.
(Text procedent del POUM)